# Rekonq
rekonq es un navegador web ligero basado en QtWebKit para KDE. Su integración con KDE incluye: descargas de archivos a través del gestor de descargas de KDE, compartición de favoritos con Konqueror, soporte para KIO, administración de contraseñas con KWallet, etc.
El código estaba inicialmente basado en QtDemoBrowser de Qt Software y actualmente está siendo desarrollado en Gitorious. En mayo del 2010 se anunció que rekonq será el navegador predeterminado en la distribución Kubuntu GNU/Linux a partir de la versión 10.10, dejando de lado al conocido navegador Konqueror. Al poco tiempo se anunció que rekonq soportará las extensiones de Google Chrome y las de Mozilla Firefox desarrolladas con Mozilla Jetpack.

## Características
El navegador se caracteriza por ser muy rápido, ligero y de poco consumo de memoria. En la prueba Acid3, Rekonq obtiene una puntuación de 100/100. Aunque aún es inestable y propenso a fallos y bugs fue incluido por Kubuntu 13.x como navegador predeterminado, por lo que recibió varias críticas por parte de la comunidad.
Rekonq incluye navegación por pestañas, marcadores, bloqueador de ventanas emergentes, atajos del teclado de KDE, soporte para motores de búsqueda como Wikipedia o Google, barra de direcciones y buscador única, soporte para proxy, soporte para extensiones (Flash, Java), etc.